# Bupleurum gilesii
Bupleurum gilesii är en flockblommig växtart som beskrevs av H.Wolff. Bupleurum gilesii ingår i släktet harörter, och familjen flockblommiga växter. Inga underarter finns listade i Catalogue of Life.